# Callitris roei
Callitris roei е вид растение от семейство Кипарисови (Cupressaceae). Видът е световно застрашен, със статут Уязвим.

## Разпространение
Разпространен е в Западна Австралия.